# Eunápolis
Eunápolis är en stad och kommun i östra Brasilien och ligger i delstaten Bahia. Folkmängden i kommunen uppgick år 2014 till cirka 112 000 invånare. Eunápolis blev en egen kommun 1988.

## Administrativ indelning
Kommunen var år 2010 indelad i ett distrikt:
- Eunápolis